# Mykola Zerov
Mykola Zerov (Zinkiv, 26. travnja 1890. – Sandarmoh, 3. studenog 1937.) - ukrajinski pjesnik, prevoditelj i književni kritičar. 
Jedan je od najtalentiranijih ukrajinskih pjesnika iz razdoblja neoklasicizma 1920-ih. Unatoč populizmu i propagandi komunizma toga vremena, taj neoklasični pokret bio je svjetli primjer umjetnosti, koja je pozitivno utjecala na obrazovanu i vrlo pismenu ukrajinsku publiku. 
Mykola Zerov, posebice, izbjegava suvremenu politiku u svojoj poeziji, te daje naglasak na estetske i povijesne klasične teme u uskoj i teškoj pjesničkoj strukturi. Ovaj pristup na kraju se pokazao kobnim, pa je Zerov, zajedno s mnogim drugim ukrajinskim piscima iz tog razdoblja, kasnije poslan u Soloveckij logor i pogubljen. On se smatra jednim od vodećih figura ukrajinskih pisaca 1920.-ih, koje su pogubili komunistički čelnici.